# Parc d'État de Bear Head Lake
Le Parc d'État de Bear Head Lake (en anglais : Bear Head Lake State Park) est une réserve naturelle située dans l'État du Minnesota, aux États-Unis, près de la Boundary Waters Canoe Area Wilderness, dans le comté de St. Louis County.